# 瓦德奈
瓦德奈（法語：Vadenay，法語發音：[vadnɛ]）是法国马恩省的一个市镇，位于该省中北部，属于香槟沙隆区。

## 地理
瓦德奈（49°4'18"N, 4°24'0"E）面积19.65 平方千米，位于法国大東部大區马恩省，该省份为法国东北部内陆省份，北起阿登省，西北接埃纳省，西南接塞纳-马恩省，南至奥布省，东南接上马恩省，东临默兹省。
与瓦德奈接壤的市镇（或旧市镇、城区）包括：大穆尔默隆、布伊、屈佩尔利、叙普河畔容什里。

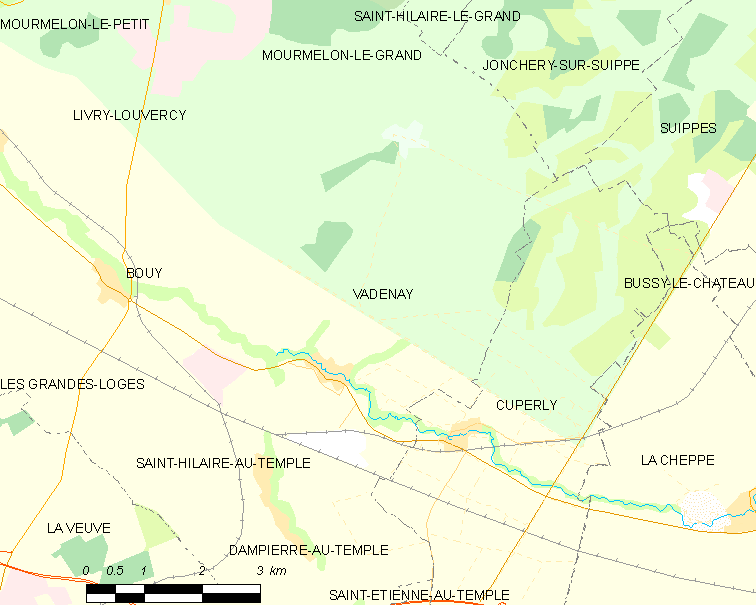
瓦德奈的OSM定位图

瓦德奈的时区为UTC+01:00、UTC+02:00（夏令时）。

## 行政
瓦德奈的邮政编码为51400，INSEE市镇编码为51587。

## 政治
瓦德奈所属的省级选区为穆尔默隆-韦勒-香槟山县。

## 人口

1962-2008年间瓦德奈人口变化图示

瓦德奈于2022年1月1日时的人口数量为236人。